# Rachel Carson
Rachel Carson (Springdale, 27. svibnja 1907. – Silver Spring, 14. travnja 1964.), američka morska biologinja, naturalistica, ekologinja, zoologinja i biologinja, pokretačica modernog pokreta za zaštitu okoliša.
Poslije studija se, radi popravka financijskog stanja i pisanja popularnih znanstvenih knjiga, zaposlila u federalnom Birou za ribolov. Kupila je kuću u Marylandu, gdje se brinula za maloljetnog nećaka. Tamo je shvatila štetnost pesticida za kukce, DDT-a. O tome je napisala detaljnu knjigu Tiho proljeće, te je nakon njene smrti SAD zabranio DDT. Neki to smatraju dobrim potezom, a drugi početkom širenja malarije.
Kao ikonu slave je lezbijke, premda je njezina seksualna orijentacija ostala nepoznata.